# Championnats d'Europe de boxe amateur 1957
Navigation
Édition précédente Édition suivante
La 12e édition des championnats d'Europe de boxe amateur s'est déroulée à Prague, Tchécoslovaquie, du 25 mai au 2 juin 1957. 

## Résultats

### Podiums
| Catégories                    | Or                     | Argent                | Bronze                                |
| Poids mouches (-51 kg)        | Manfred Homberg        | Mircea Dobrescu       | René Libeer Peter Davies              |
| Poids coqs (-54 kg)           | Oleg Grigoryev         | Gianfranco Piovesani  | John Morrisey Peter Goschka           |
| Poids plumes (-57 kg)         | Dimitar Velinov        | Mario Sitri           | Kazimierz Boczarski Vladimir Safronov |
| Poids légers (-60 kg)         | Kazimierz Paździor     | Olli Mäki             | Horst Herper John Kidd                |
| Poids super-légers (-63,5 kg) | Vladimir Yengibaryan   | Walter Ivanus         | Zygmunt Milewski Ilija Lukić          |
| Poids welters (-67 kg)        | Manfred Grauss         | Leopold Potesil       | Yuriy Gromov Frederick Tiedt          |
| Poids super-welters (-71 kg)  | Nino Benvenuti         | Tadeusz Walasek       | Rolf Caroli Ivan Sobolev              |
| Poids moyens (-75 kg)         | Zbigniew Pietrzykowski | Dragoslav Jakovljević | Manfred Schönberg Paul Nickel         |
| Poids mi-lourds (-81 kg)      | Gheorghe Negrea        | Petar Stankov         | Zdeněk Cipro László Czabajszky        |
| Poids lourds (+81 kg)         | Andrey Abramov         | Vasile Mariuţan       | Branko Davidović Josef Němec          |

### Tableau des médailles
| Place | Pays                 | Médaille d'or, Europe | Médaille d'argent, Europe | Médaille de bronze, Europe | Total |
| ----- | -------------------- | --------------------- | ------------------------- | -------------------------- | ----- |
| 1     | Union soviétique     | 3                     | 0                         | 3                          | 6     |
| 2     | Pologne              | 2                     | 1                         | 2                          | 5     |
| 3     | Allemagne de l'Ouest | 2                     | 0                         | 3                          | 5     |
| 4     | Italie               | 1                     | 2                         | 0                          | 3     |
| 4     | Roumanie             | 1                     | 2                         | 0                          | 3     |
| 6     | Bulgarie             | 1                     | 1                         | 0                          | 2     |
| 7     | Yougoslavie          | 0                     | 1                         | 2                          | 3     |
| 7     | Tchécoslovaquie      | 0                     | 1                         | 2                          | 3     |
| 9     | Finlande             | 0                     | 1                         | 0                          | 1     |
| 9     | Autriche             | 0                     | 1                         | 0                          | 1     |
| 11    | Allemagne de l'Est   | 0                     | 0                         | 2                          | 2     |
| 11    | Écosse               | 0                     | 0                         | 2                          | 2     |
| 13    | France               | 0                     | 0                         | 1                          | 1     |
| 13    | Hongrie              | 0                     | 0                         | 1                          | 1     |
| 13    | Irlande              | 0                     | 0                         | 1                          | 1     |
| 13    | Pays de Galles       | 0                     | 0                         | 1                          | 1     |
| Total | 16 pays médaillés    | 10                    | 10                        | 20                         | 40    |